# Jean Gascon
Jean Gascon (ur. 21 grudnia 1921 w Montrealu, zm. 20 kwietnia 1988 w Stratford) – kanadyjski aktor teatralny i filmowy.  

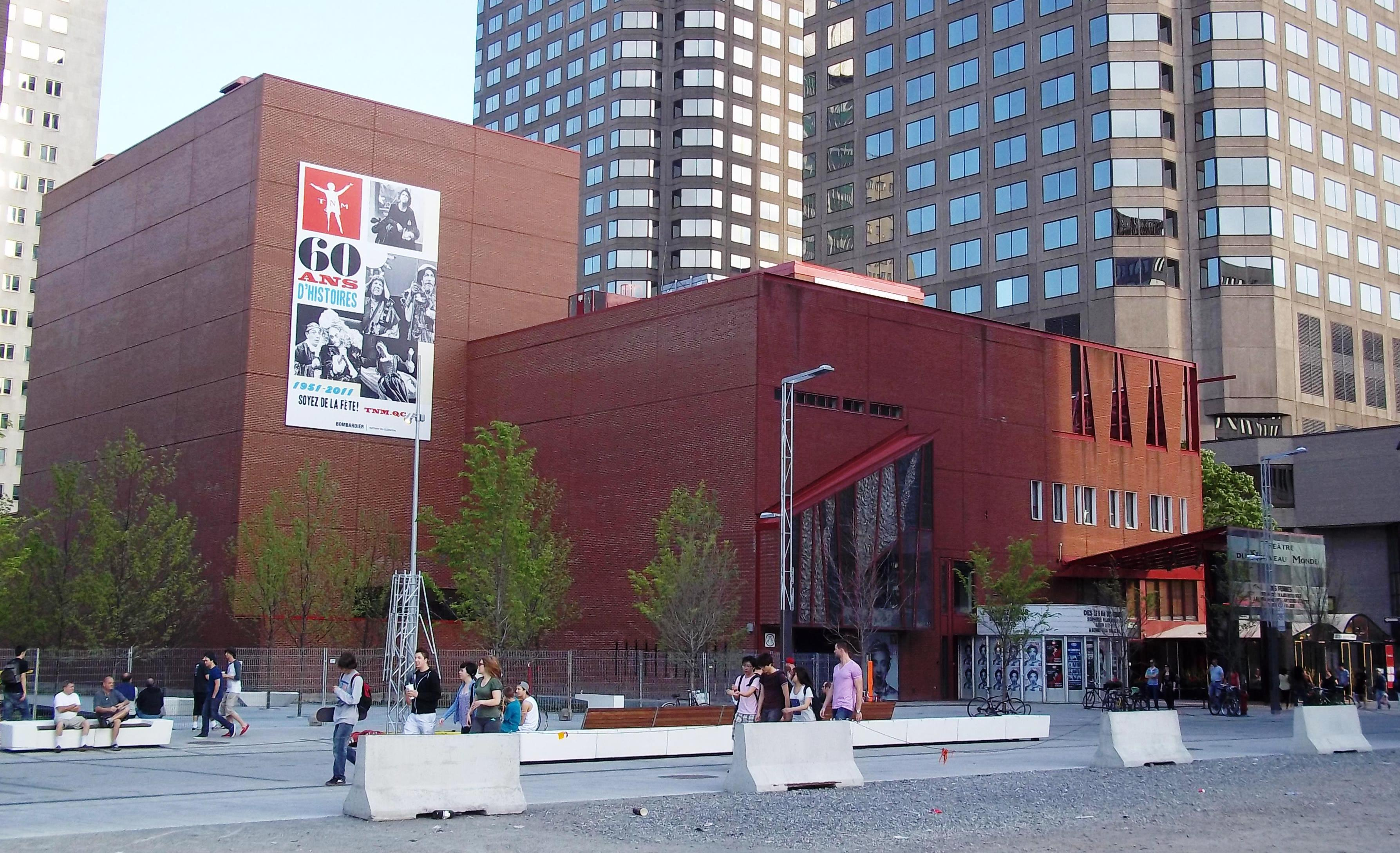
"Theatre du Nouveau Monde" w Montrealu, którego Jean Gascon był współzałożycielem i pierwszym dyrektorem artystycznym

## Biografia
Jako student medycyny z aktorstwem zetknął się na scenach amatorskich teatrów w rodzinnym Montrealu, gdzie zaczął stawiać swoje pierwsze aktorskie kroki za namową kolegi Jean Louisa Roux. W 1946 otrzymał stypendium rządu francuskiego, które umożliwiło mu studiowanie sztuki aktorskiej w Paryżu. Po powrocie z Francji Jean Gascon był współzałożycielem powstałego w 1951 roku "Theatre du Nouveau Monde" w Montrealu, był również jego pierwszym dyrektorem artystycznym. Przez następne 35 lat był czołowym, kanadyjskim aktorem dwujęzycznym (francusko-angielskim) uhonorowanym nagrodami m.in. Kanadyjskiej Akademii Filmowej i Telewizyjnej, uniwersytetów: McGill i Bishop's, Nagrodą Molsona kanadyjskiej "Canada Council for the Arts", laureatem nagrody "Prix Denise-Pelletier" przyznawanej przez rząd Quebecu zasłużonym ludziom sztuki. Dwukrotnie był odznaczony Orderem Kanady – jednym z najwyższych, kanadyjskich odznaczeń państwowych.
1960-1963 – dyrektor "National Theatre School of Canada". W latach 1968–1974 był dyrektorem artystycznym szekspirowskiego "Stratford Festival" w kanadyjskim mieście noszącym identyczną nazwę jak miejsce urodzenia słynnego angielskiego pisarza. Tam również zmarł na niewydolność serca w wieku 67 lat (w 1988 roku).
Od jego nazwiska pochodzi ustanowiona w 1990 roku "Nagroda Gascona-Thomasa" ("Gascon-Thomas Award"), przyznawana corocznie przez "National Theatre School of Canada" dla dwujęzycznych aktorów kanadyjskich.

## Filmografia (wybór)
- (1953) La Famille Plouffe – krawiec Gontran
- (1957) Le Colombier – Anatole Varin
- (1961) Louis-Joseph Papineau: The Demi-God – epizod
- (1966) Henryk V – Karol VI
- (1970) Człowiek zwany Koniem – Batise
- (1976) L'Absence – Paul
- (1977) Maria – epizod
- (1980) Cordélia – sędzia Wurtele
- (1980) The Lucky Star – ksiądz
- (1988) À corps perdu – epizod

## Źródła
- Biogram aktora w Canadian Theatre Encyclopedia
- Biogram aktora w The Canadian Encyclopedia. thecanadianencyclopedia.com. [zarchiwizowane z tego adresu (2016-03-04)].